# Wiki Loves Earth
Wiki Loves Earth (WLE) é um concurso fotográfico internacional realizado durante o mês de maio, organizado por colaboradores da Wikipédia com a ajuda de organizações e grupos afiliados à Fundação Wikimedia ao redor do globo. Os participantes do concurso tiram fotos de monumentos naturais, plantas e animais em seus respectivos países e carregam essas imagens no Wikimedia Commons. O objetivo deste concurso é promover e destacar áreas de conservação ambiental dos países participantes encorajando os colaboradores a visitarem e fotografarem esses monumentos e a compartilharem suas fotografias em licenças abertas de forma que elas possam ser utilizadas e distribuídas não somente na Wikipédia mas em qualquer outro lugar.
A primeira edição do concurso foi organizada na Ucrânia em 2013 como um projeto piloto liderada por Yevhen Buket. Em 2014, o concurso se espalhou por vários países da europa e também contou com uma edição local no Brasil. Em 2015 o Wiki Loves Earth contou com a participação de mais de 8,500 participantes de 26 países, com mais de 100,000 fotos submetidas.